# 33 Geminorum
33 Geminorum, eller OV Geminorum, är en roterande variabel av Alfa2 Canum Venaticorum-typ (ACV) i stjärnbilden Tvillingarna.
33 Geminorum har visuell magnitud +5,85 och varierar med amplituden 0,1 magnituder och perioden 2,2661 dygn. Den befinner sig på ett avstånd av ungefär 860 ljusår.